# Vildkorn
Vildkorn (Hordeum murinum) är en växtart i familjen gräs.